# Calle 14 (Manhattan)
La calle 14 es una de las calles principales del barrio de Manhattan en la ciudad de Nueva York. Recorre desde la Decimoprimera Avenida en el Lado Oeste de Manhattan hasta la Avenida C en el Lado Este. Forma el límite entre varios barrios de la isla y algunas veces es considerado el mismo límite entre el Bajo Manhattan y Midtown Manhattan.
En su cruce con Broadway, la calle 14 forma el lado sur de Union Square.  También se le considera como el límite norte de Greenwich Village, Alphabet City e East Village, y el límite norte de Chelsea, Flatiron/Bajo Midtown, y Gramercy. Al oeste de la Tercera Avenida, la calle 14 marca el punto final sur del planeamiento urbanístico de Manhattan. Al norte, las calles se alinean en una grilla casi perfecta que sigue un orden numérico y, al sur, la grilla sólo continúa en el Easte Village casi perfectamente pero no en Greenwich Village donde se mantuvo una grilla antigua y mucho menos uniforme. 
En los primeros años de la ciudad de Nueva York, la calle 14 era una zona sofisticada. Sin embargo, perdió su glamur y estatus a medida que la ciudad fue creciendo hasta el norte. Hoy es, principalmente, una calle comercial. En octubre del 2019, se estableció una restricción a afavor de la circulación de autobuses entre las avenidas Tercera y Novena, prohibiendo la circulación de la mayoría de vehículos durante el día. 

## Historia
La calle fue diseñada dentro del Plan de los Comisionados de 1811 como la más meridional de las 15 calles de sentido este-oeste que tendrían un ancho de 100 pies (30,5 m) mientras que las otras calles sólo tenían un ancho de 60 pies (18,3 m)).

## Descripción
La calle 14 Oeste empieza en el intercambio con la ruta estatal 9A de Nueva York al noreste de Greenwich Village. Al final del intercambio, se cruza con la Décima Avenida. La calle continúa hacia el este cruzándose con Washington Street, y las avenidas Novena/calle Hudson, Octava, Séptima, Sexta y Quinta. Luego de la Quinta Avenida, se convierte en la calle 14 Este y continúa formando el lado sur de Union Square entre University Place y la Cuarta Avenida. Al este de la Cuarta, la calle forma el límite sur de Irving Place, una vía norte-sur que termina en Gramercy Park. La calle 14 luego se interseca con la Tercera Avenida, que forma el límite entre los barrios del East Village al sur y Gramercy al norte. La calle continúa al cruce con la Segunda Avenida y en la Primera Avenida, se ancha de cuatro carriles para formar un bulevar de seis carriles con una vía auxiliar que va hacia el oeste. En ese sentido se cruza con las principales vías de Alphabet City: Avenida A, Avenida B, y la Avenida C donde termina la calle. Antes de los ataques del 11 de septiembre terminaba en la FDR Drive a través de una rampa que la unía a la ruta que iba al sur. Sin embargo, luego de los atentados, la policía cerró el tránsito entre las avenidas C y la FDR Drive debido a la cercanía de la planta de generación eléctrica del East River de la empresa ConEdison que se ubica entre las calles 14 y 15 que podía ser un posible objetivo terrorista.
Desde octubre del 2019, restricciones vehiculares se establecieron en la calle 14 entre las avenidas Tercera y Novena desde las 6 a. m. hasta las 10 p. m. Los únicos vehículos que pueden utilizar las vías especiales son los buses, camiones de reparto, vehículos de emergencia y vehículos de acceso especial así como tráfico local por no más de una cuadra.: 63–64 

## Transporte público

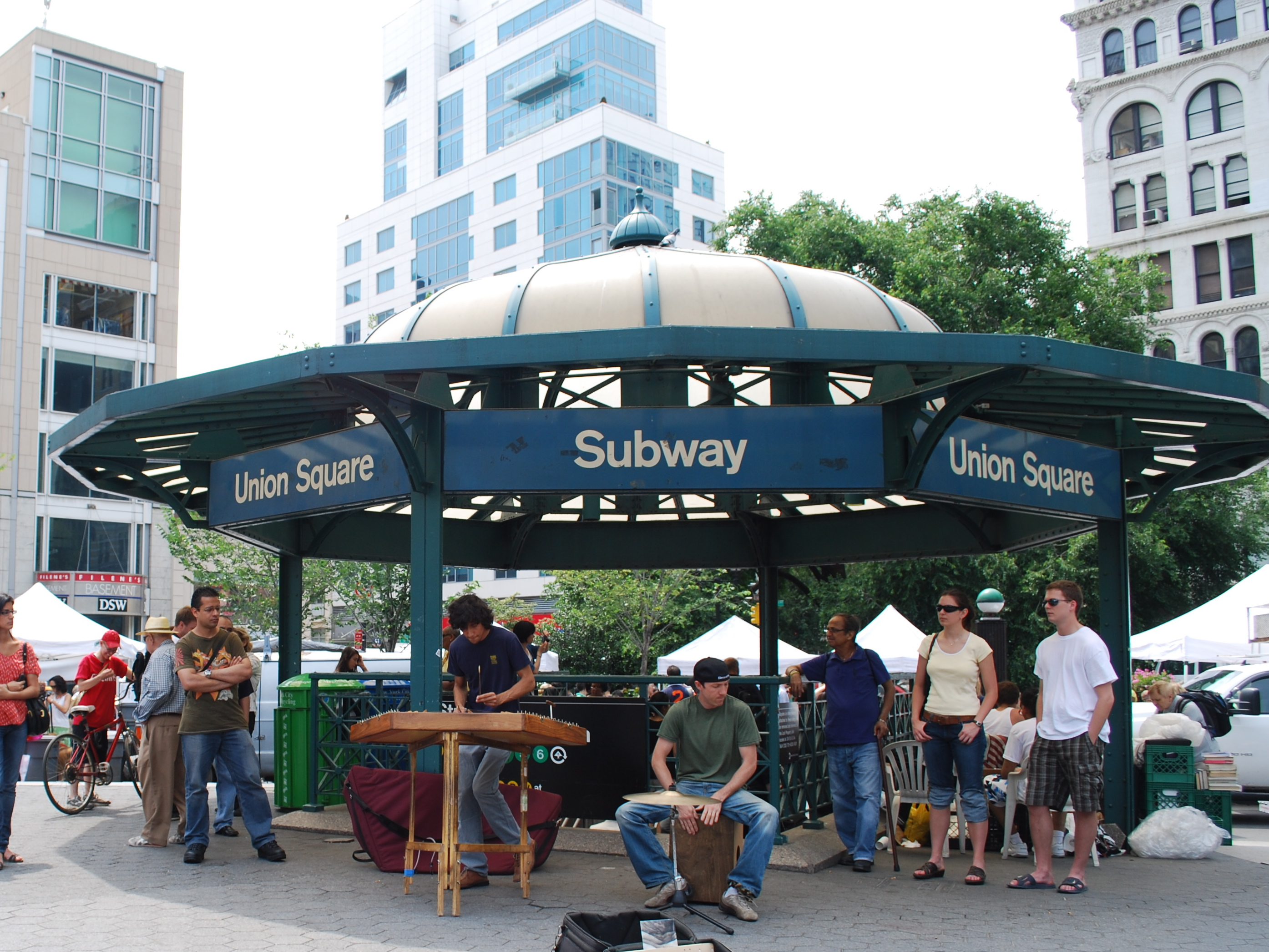
estación calle 14–Union Square

La calle 14 se encuentra servida por el Metro de Nueva York. La línea Canarsie (Trenes L) corre debajo de la calle entre la Octava Avenida hacia el East River, deteniéndose en la estación Octava Avenida, Sexta Avenida, Union Square, Tercera Avenida y Primera Avenida. Adicionalmente, cada ruta de metro que cruza la calle 14 tiene una parada ahí, con excepción de los trenes B y D.
- Estación calle 14–Union Square de la línea Canarsie, Broadway, y Avenida Lexington sirviendo los trenes (trenes 4, 5, 6, <6>, L, N, Q, R y W.
- Estación calle 14/Sexta Avenida de la línea de la Séptima Avenida-Broadway, línea Canarsie y línea de la Sexta Avenida sirviendo los trenes 1, 2, 3, L, F, <F>, y M)
- Estación calle 14–Octava Avenida de la línea Canarsie y de la Octava Avenida sirviendo los trenes A, C, E y L.

Se planea la construcción de una estación en la Segunda Avenida como parte de la fase 3 de la línea de la Segunda Avenida que actualmente está sin financiamiento.
La Autoridad Portuaria Trans-Hudson (PATH) también hace una parada en la estación calle 14 en la intersección con la Sexta Avenida.
En el pasado, cada antigua línea elevada IRT tenía una estación en la calle 14:
- Estación Calle 14 de la Línea de la Segunda Avenida.
- Calle 14 de la Línea de la Tercera Avenida
- Calle 14 de la Línea de la Sexta Avenida
- Calle 14 de la Línea de la Novena Avenida

Dos rutas de buses recorren toda la ciudad, la M14A y la M14D.

### Prioridad de circulación de buses y camiones
Durante el cierre del Tunnel Canarsie entre 2019 y 2020, el Departamento de Transporte de la Ciudad de Nueva York empezó a planear la conversión de la calle 13 entre las avenidas Tercera y Novena a un corredor exclusivo para buses durante las horas pico. El departamento empezó el planeamiento de una ruta de buses que recorra la calle 14. En ese momento, las rutas M14A/D estaban entre las más ocupadas y más lentas de la ciudad. The M14A/D were converted to Select Bus Service routes on July 1, 2019.
El corredor de buses de la calle 14 se inspiró en el exitoso corredor de la calle King en Toronto, Canadá, que aligeró el tránsito para los pasajeros de la línea 504 King, la ruta terrestre con mayor demanda de esa ciudad. Como parte de este plan, los únicos vehículos que podían utilizar la vía entre las 5 a. m. y las 10 p. m. serían buses, camiones realizando reparto, vehículos de emergencias y vehículos para discapacitados. El tráfico de los residentes estaba obligado a salir de la calle 14 en la primera esquina.: 63–64  Arthur Schwartz, un abogado que vive en la cercana calle 12, bloqueó el plan mediante la interposición de distintas acciones legales. Como resultado, la vía exclusiva no ha sido implementada en julio del 2019 como se tenía planeado; retrasando su implementación hasta agosto del 2019. El plan fue bloqueado nuevamente estando pendiente de resolverse una apelación. La decisión fue revocada por un colegiado de jueces que aprobaron la implementación del corredor que se hizo efectivo el 3 de octubre del 2019. El proyecto fue tan exitoso en su primer día que los buses de la línea M14 tuvieron que ser retenidos para evitar que lleguen antes de las horas establecidas en sus roles.

## Puntos de interés
De oesta a este:
- Hudson River Park
- High Line
- New York County National Bank (en la Octava Avenida), un Monumento Histórico de Nueva York[23]
- New York Savings Bank (en la Octava Avenida), un Monumento Histórico de Nueva York[24] y Monumento Histórico Nacional (NRHP).
- Norwood Club (241 Calle 14th Oeste), un Monumento Histórico de Nueva York[25]
- 154 Calle 14 Oeste, un Monumento Histórico de Nueva York[26]
- 144 Calle 14 Oeste, un Monumento Histórico de Nueva York[27]
- Ejército de Salvación Sede Nacional y Territorial (120-130 Calle 14 Oeste), un monumento histórico de Nueva York[28]
- Teatro de la Calle Catorce (107 Calle 14 Oeste),[29] demolished in 1938.[30]
- Tienda R. H. Macy & Co., Anexo de la calle 14 (56 Calle 14 Oeste), un monumento histórico de Nueva York[31]
- Baumann Brothers Furniture and Carpets Store (22-26 Calle 14 Este), un monumento histórico de Nueva York[32]
- Lincoln Building (En Union Square Oeste), un monumento histórico de Nueva York[33] y Monumento Histórico Nacional
- Union Square
- Consolidated Edison Building (en Irving Place), un monumento histórico de Nueva York[34]
- Primera Iglesia Bautista Alemana (334 Calle 14 Este), un monumento histórico de Nueva York[35]
- Iglesia de la Inmaculada Concepción y Casas del Clero (406 Calle 14 Este), un monumento histórico de Nueva York[36] y monumento histórico nacional.